# Gaultheria megalodonta
Gaultheria megalodonta är en ljungväxtart som beskrevs av A. C. Smith. Gaultheria megalodonta ingår i släktet Gaultheria och familjen ljungväxter. Inga underarter finns listade i Catalogue of Life.